# Teen Titans Go! vs. Teen Titans
Teen Titans Go! vs. Teen Titans ist eine US-amerikanische Zeichentrickverfilmung aus dem Jahr 2019 unter Regisseur Jeff Mednikow. Der Film ist ein Crossover der Serien Teen Titans Go! und der Teen Titans.

## Handlung
Der Film beginnt damit, dass die Teen Titans Go! gegen den Bösewicht Santa Claus kämpfen. Der Kampf wird jedoch unterbrochen, als die Titans von einem mysteriösen Wesen namens Master of Games entführt werden. Der Master of Games bringt die Teen Titans Go! in eine andere Dimension, wo sie auf die Teen Titans (2003er Serie) treffen.
Der Master of Games zwingt die beiden Teams, gegeneinander zu kämpfen, um zu entscheiden, welches Team die besseren Titans sind. Beide Teams sind jedoch misstrauisch gegenüber den Motiven des Master of Games. Während sie kämpfen, erkennen sie, dass etwas Größeres im Gange ist und beschließen, ihre Differenzen beiseitezulegen, um das herauszufinden.
Es stellt sich heraus, dass der Master of Games in Wirklichkeit eine Marionette von Trigon ist, dem dämonischen Vater von Raven (beiden Versionen), der einen bösen Plan verfolgt: Er möchte die Macht von allen Ravens aus verschiedenen Dimensionen absorbieren, um der mächtigste Dämon zu werden und das Multiversum zu erobern.
Trigon schmiedet einen Plan, um die Kräfte von Raven zu stehlen. Dazu bringt er beide Ravens (von Teen Titans Go! und Teen Titans) in seine Gewalt und nutzt ihre dunkle Seite, um seine eigene Stärke zu steigern. Trigon will die Multiversum-Versionen von sich selbst vereinen und unaufhaltsam werden.
Die beiden Teams müssen zusammenarbeiten, um Trigon und seinen Plan zu vereiteln. Sie reisen durch verschiedene Dimensionen, treffen auf andere Versionen der Teen Titans und kämpfen gegen alternative Versionen von sich selbst und anderen Bösewichten.
Am Ende stellen sich die beiden Ravens gemeinsam ihrem Vater entgegen. Sie nutzen ihre vereinten Kräfte, um Trigon zu besiegen und das Multiversum zu retten. Die Zusammenarbeit zwischen den beiden Titan-Teams zeigt, dass sie, obwohl sie unterschiedlich sind, sich ergänzen und gemeinsam stärker sind.
Nachdem sie Trigon besiegt haben, kehren beide Teams in ihre jeweiligen Universen zurück. Es gibt jedoch einen humorvollen Hinweis, dass weitere Crossover im Multiversum möglich sind.

## Veröffentlichung
Der Film hatte seine Weltpremiere am 21. Juli 2019 auf der San Diego Comic-Con. Am 24. September wurde der Film über digitale Streaming-Anbieter verfügbar gemacht. Der Film wurde am 15. Oktober auf Blu-ray und DVD veröffentlicht.

## Synchronisation
| Rolle            | Originalstimme           | Deutscher Sprecher |
| ---------------- | ------------------------ | ------------------ |
| Robin            | Scott Menville           | Julien Haggège     |
| Starfire         | Hynden Walch             | Susanne Geier      |
| Beast Boy        | Greg Cipes               | Rainer Fritzsche   |
| Raven            | Tara Strong              | Katja Primel       |
| Cyborg           | Khary Payton             | Christoph Banken   |
| Nightwing        | Sean Maher               | Julien Haggège     |
| Trigon / Hexagon | Kevin Michael Richardson | Axel Lutter        |
| Master of Games  | Rhys Darby               | Stefan Krause      |
| Darkseid         | Weird Al' Yankovic       | Willi Röbke        |
| Mrs. Claus       | Grey Griffin             | Judith Steinhäuser |